# Damageplan
Damageplan — американская метал-группа, образованная в 2003 году в Далласе, штат Техас.

## История
После распада группы Pantera, братья Даймбэг Даррелл и Винни Пол Эббот решили основать новую группу. В качестве вокалиста они пригласили бывшего гитариста Halford Патрика Лэхмана. В таком составе группа вела работу над дебютным альбомом, релиз которого состоялся 10 февраля 2004 года. Работа получила название «New Found Power», также первоначально использовавшееся для обозначения и самой группы. Гостевыми появлениями в альбоме отметились вокалист Кори Тейлор и гитаристы Закк Уайлд и Джерри Кантрелл, с которыми братья Эбботт подружились во время совместных туров. Басист Боб Зилла стал участником группы уже после того, как запись альбома была завершена. Его партии были написаны и исполнены в студии Даймбэгом Дарреллом. За первую неделю было продано 44 676 копий.
После выхода дебютного альбома Damageplan незамедлительно отправились в тур в его поддержку. Они выступали на одной сцене с Drowning Pool, Hatebreed, Unearth, а также крупных на летних фестивалях в США. Группа была вынуждена прекратить своё существование после инцидента на концерте в городе Коламбус, который произошёл 8 декабря 2004 года. Спустя минуту после того, как Damageplan вышли на сцену и открыли сет песней «Breathing New Life», один из посетителей открыл огонь в зале, несколько раз выстрелив в Даймбэга Даррелла, в результате чего гитарист скончался на месте.
Оправившись от трагедии, в 2006 году барабанщик Винни Пол создал новый проект Hellyeah. С конца 2007-го по начало 2014 года в его состав также входил басист Боб Зилла.

## Состав
Последний состав
- Даймбэг Даррелл - гитара (2003–2004)
- Винни Пол - ударные(2003–2004)
- Патрик Лачман - вокал(2003–2004)
- Боб Какаха - бас-гитара(2003–2004)

Бывшие участники
- Шон Мэтьюс - бас-гитара(2003)

## Дискография
- New Found Power (2004)